# نادي ساباديل
نادي ساباديل هو نادي كرة قدم من مدينة ساباديل بإسبانيا. يلعب في الدرجة الثالثة. تأسس في عام 1903.

## وصلات خارجية
- موقع النادي الرسمي